# Godfred de Danemark
Pour les articles homonymes, voir Godfred.
Godfred, Godfried ou Godfrid est un roi des Danois actif entre 804 et 810, année de sa mort.

## Biographie
Godfred apparait comme roi des Danois pour la première fois dans les Annales regni Francorum, en 804, lorsqu’il vient avec sa flotte et sa cavalerie au lieu nommé Slesthorp, à la frontière de son royaume et de l’empire carolingien, pour une entrevue avec Charlemagne,. Cependant, il renonce à le rencontrer en personne et envoie à sa place des légats, on ignore si la négociation a finalement eu lieu. Durant son règne, Godfred emploie une politique hostile et agressive à l'égard du roi carolingien afin d'asseoir sa légitimité dans un contexte danois où les compétitions internes sont encore nombreuses.
En 808, Godfred attaque le peuple slave des Abodrites, de concert avec leurs voisins les Wiltzes. Leurs troupes dévastent les terres des Obodrites et pillent le port de Reric. La mise à sac de ce port marchand sous influence carolingienne vise également à accentuer l'influence des nouveaux sites commerciaux danois qui bénéficient de l'essor des voies maritimes de la mer Baltique. Il s'assure du contrôle de ces différents sites commerciaux et fait notamment transférer l'activité marchande de Reric en un nouveau lieu, probablement Hedeby. Il est également probable que Godfred détruise le port en prévision d'une contre-attaque de Charlemagne et afin de le dissuader de la réinvestir.

Les Annales regni Francorum, décrivent son action ainsi que le renforcement du Danevirke servant à protéger et contrôler le flux du commerce qui transite par le Jutland.
« Godfrid détruisit le port marchand établi sur l'océan, qu'on nommait Reric dans la langue des Danois et qui était, pour son royaume, une importante source de revenu grâce au prélèvement de taxes. Il fit embarquer de là les marchands, leva l'ancre et arriva avec toute son armée au port nommé Sliesthorp. Là, il resta quelques jours et décida de fortifier la limite entre son royaume et la Saxe par un retranchement, de sorte que, du golfe de la mer orientale qu'ils nomment Ostarsalt jusqu'à l'océan à l'ouest, un ouvrage fortifié longeât toute la rive nord de l'Eider, en ne laissant qu'une porte par laquelle on pût entrer et sortir chariots et cavaliers. »
En 809, Charlemagne fonde la ville fortifiée d'Itzehoe au sein du territoire Abodrite sur la route commerciale menant aux territoires danois, démontrant le conflit qui les oppose pour le contrôle de cette voie. Une rencontre entre les envoyés de Godfred et ceux de Charlemagne, en un endroit non identifié (sans doute situé sur la rive gauche de l’Eider), n’aboutit à aucun accord. Thrasco (en), chef Abrodites qui avait donné son fils en otage à Godfred, entre sur le territoire des Wiltzes et le ravage. Il se fait trahir et Godfred le fait tuer dans le port de Reric, et capture un autre chef Abodrite, Godelaïd. Charlemagne dépêche son fils Charles le Jeune avec une forte armée sur l’Elbe. Les Danois sont repoussés. Godfred y perd son neveu Reginold, fils de son frère, tué durant la bataille.
En 810, Godfred réunit une flotte de 200 vaisseaux pour attaquer la Frise et réduire les Frisons à l’état de tributaires. En réalité, cette attaque contre les Frisons s'inscrit dans la confrontation à Charlemagne. En les soumettant à un tribut, il les soustrait à l'autorité de ce dernier, relevant d'un véritable motif de guerre. L'empereur carolingien mobilise de nombreuses forces, même l'éléphant Abul-Abbas qui périt après la traversée du Rhin. Cependant, la contre-attaque est interrompue par un nouvel événement. En effet, Godfred est assassiné par un de ses hommes et remplacé par son neveu Hemming qui fait la paix avec l’empereur,. Cet assassinat laisse place à une période de trouble dans les territoires danois qui permet aux Francs de s'immiscer dans leurs affaires par des tentatives de christianisation.

## Sources et postérité
Les historiens ne disposent que de très maigres éléments concernant Godfred et l'essentiel se trouve au sein des textes occidentaux chrétiens qui reprennent l'archétype du viking violent et païen. Aussi bien Éginhard que l'auteur des Annales regni Francorum dépeignent Godfred sous des traits de traître orgueilleux et belliqueux dont les principaux torts sont d'être païen et d'avoir résisté à l'empereur. Cet archétype sert de faire-valoir à Charlemagne. L'exagération des forces déployées par Godfred est également un procédé narratif fréquent. Il n'a probablement jamais réellement mis en péril le contrôle carolingien sur la Saxe et la Frise, mais semble bien être parvenu à inquiéter l'empereur d'Occident et poser les bases d'un royaume centré sur le commerce.
Godfred semble avoir marqué, par son règne, une étape importante dans l'émergence d'un pouvoir royal fort chez les Danois et une obstruction aux ambitions carolingiennes. Saxo Grammaticus rapporte qu'à l'annonce de la mort de Godfred, Charlemagne aurait « sauté de joie ». Il est probablement l'un des premiers souverains scandinaves à comprendre les enjeux du contrôle des ports marchands. Il aurait par ailleurs initié la première frappe de monnaie pour soutenir l'économie de ces ports émergents, cependant le débat n'a pas encore entièrement tranché la question sur l'origine de ces monnaies circulant à Hedeby jusque vers 825.

## Descendance
Les Annales regni Francorum et leurs continuations mentionnent ensuite l’existence de plusieurs fils du roi Godfried :
- un fils aîné non nommé, co-roi des Danois en 813-814, tué en 814[10] ;
- Horik, mort en 854, roi des Danois de 813 à 854 ;
- un fils encore vivant en 827 co-roi des Danois entre 814 et au moins 827 ;
- un fils co-roi des Danois en 813, expulsé en 819[11] ;
- un fils co-roi des Danois en 813, expulsé en 819[11].

## Légende
Le roi des Danois Godfred est sans doute le modèle du roi Godefroi réputé être le père d'Ogier de Danemarche, le chevalier danois légendaire qui apparaît pour la première fois dans la chanson de geste du cycle de Charlemagne ou Cycle du Roi.